# 麥克電鰩
麥克電鰩（學名：Torpedo mackayana），又稱麥克電鱝，為軟骨魚綱電鰩目電鰩科電鰩屬的一種，被IUCN列為瀕危保育類動物，於1919年由荷蘭生物學家 Jan Metzelaar（1891-1929)所命名。分布於東大西洋塞內加爾至安哥拉海域
，深度30至50公尺，本魚有一個胸鰭圓盤，其寬度略大於長度，上側為灰棕色或銹棕色，下側為白色，覆蓋著棕色或白色的小斑點，這些斑點的大小和分佈在個體上有很大差異，具有一條長而有力的尾巴和兩個背鰭。第一個背鰭較寬，而第二個背鰭稍小且更細長，上下排牙齒達38排，鼻孔上有明顯的皮辮，有圓形的氣孔，體長可達40公分，棲息在沿海沙泥底質海域，為底棲性魚類，屬肉食性，以魚類和頭足類為食，體具有發電器官，用來防禦或捕食，卵胎生，生活習性不明。